# カゼム・サリハニ
カゼム・サリハニ（ペルシア語: کاظم ساریخانی, ラテン語: Kazem Sarikhani, 1978年4月5日-2013年10月10日）は、イランの柔道家。身長182cm。テヘラン出身。

## 概要
シドニーオリンピックに出場するも7位に終わりメダル獲得は叶わなかった。オリンピックや世界選手権など世界レベルの大会では特筆すべき実績は残せなかったが、1999年と2000年のアジア柔道選手権では、後にシドニーオリンピックで金メダリストになる日本の瀧本誠にギャヴァーレという名の独特の技で勝利したことで、一躍注目される存在となった。